# Heliport Qasigiannguit

i7
i11
i13
Der Heliport Qasigiannguit (ICAO-Code: BGCH) ist ein Hubschrauberlandeplatz in Qasigiannguit im westlichen Grönland.

## Lage und Ausstattung
Der Heliport liegt im östlichen Teil der Stadt, liegt auf einer Höhe von 70 Fuß und hat eine betonierte 20 × 20 m große quadratische Landefläche.

## Fluggesellschaften und Ziele
Der Heliport wird von Air Greenland bedient, welche saisonale regelmäßige Flüge zum Heliport Ikamiut sowie zum Flughafen Aasiaat und zum Flughafen Ilulissat anbietet.